# Rhus glabra
Rhus glabra, el zumaque de la Carolina o zumaque liso, es una especie de zumaque de la familia Anacardiaceae, nativa de América del Norte, desde el sur de Quebec hacia el oeste hasta el sur de Columbia Británica en Canadá, y al sur hasta el norte de Florida y Arizona en el Estados Unidos, y México en el noreste de México. 

## Descripción
Uno de los arbustos más fáciles de identificar a lo largo del año (a menos que se confunda con la especie Rhus vernix, (un tipo de zumaque venenoso, en ausencia de fruta madura). Arbusto de aprox. hasta 3 m de altura, rara vez llega a 5 m. Sus flores son pequeñas, verde, denso con una erecta panícula de 10-25 cm de altura;la que en la primavera, produce grandes panículas de bayas comestibles carmesí, que quedan en todo el invierno. Los brotes son pequeños, cubiertos de pelo marrón. La corteza en los más antiguos, es de madera suave, de color gris a café.

## Usos
La fruta (al estar madura) es comestible, con sabor ácida y contiene una semilla grande. Para su consumo se puede masticar (para aliviar la sed), o se muele y procesa convertirla en una bebida similar a una limonada. 
Los nativos americanos  igualmente consumían los brotes tiernos como ensalada.

## Taxonomía
Rhus dentata fue descrita por Carlos Linneo y publicado en Species Plantarum 1: 265. 1753.
Etimología
Rhus: nombre genérico que deriva de la palabra griega para "rojo", una alusión a los llamativos colores de otoño de algunas especies.
glabra: epíteto latino que significa "glabra, sin pelos".
Sinonimia
- Rhus cismontana Greene	[4]